# Иванова, Светлана Васильевна
Светлана Васильевна Иванова (род. 26 марта 1953 года, Южно-Сахалинск) — государственный и политический деятель. Депутат Государственной Думы четвёртого созыва, член фракции «КПРФ» в Государственной думе IV созыва, заместитель председателя комитета Государственной Думы по энергетике, транспорту и связи.

## Биография
Светлана Васильевна родилась 26 марта в 1953 году, в городе Южно-Сахалинске.
В 1978 году без отрыва от производства завершила обучение и получила диплом о высшем образовании Всесоюзного заочного финансово-экономического института, по специальности «экономист».
Завершив обучение в школе окончила бухгалтерские курсы и начала работать в возрасте восемнадцати лет на оптово-торговой базе. Параллельно обучалась в высшем учебном заведении.
В 1978 году начала трудовую деятельность в аппарате Сахалинского областного комитета комсомола. В 1984 году и на протяжении шести лет исполняла обязанности инспектора в органах народного контроля. В 1990 году стала трудиться инспектором в Департаменте торговли администрации города Южно-Сахалинск, проработала на этой должности до марта 1996 года. После была назначена главным специалистом управления по труду администрации области.
В 1996 году на выборах депутатов Сахалинской областной Думы одерживает победу и входит в состав областной Думы II созыва, где стала руководителем постоянной комиссии по бюджету, финансам, налогам и банкам. В 2000 и 2004 годах переизбрана в III и IV созыв Сахалинской областной Думы.
В 2006 году на довыборах депутатов государственной Думы четвёртого созыва избрана депутатом по Сахалинскому избирательному округу. В Государственной Думе работала заместителем председателя комитета Государственной Думы по энергетике, транспорту и связи. Член фракции «КПРФ» в Государственной думе IV созыва. Срок полномочий завершился в декабре 2007 года. По завершении срока полномочий стала работать помощником депутата Государственной Думы Зюганова Г. А. на постоянной основе.
В октябре 2008 года избрана депутатом Сахалинской областной Думы V созыва. В октябре 2012 года стала депутатом в Сахалинскую областную Думу VI созыва.
В начале августа 2015 года выставила свою кандидатуру от Коммунистической Партии России на выборах Губернатора Сахалинской области.
10 сентября 2017 года вновь избрана по спискам Сахалинского регионального отделения Политической партии «Коммунистическая Партия Российской Федерации» депутатом Сахалинской областной Думы VII созыва.
На выборах Губернатора Сахалинской области в 2019 году она заявила свою кандидатуру как самовыдвиженец, но документы на регистрацию не представила.

## Награды
- Почётная грамота Сахалинской областной Думы (2003);
- Почётная грамота Сахалинской области (2014);
- Почётная грамота Правительства Сахалинской области (2019);
- Благодарственное письмо депутата Государственной Думы Федерального Собрания Российской Федерации (2019).